# John Kander
John Kander (Kansas City, 18 de marzo de 1927) es un compositor estadounidense, famoso por haber compuesto las canciones de muchos musicales de Broadway, entre los que destacan Cabaret (1966) —del que se realizó una película en 1972— y Chicago (1976), que en el año 2002 también se adaptó al cine.
Ha trabajado principalmente con el letrista Fred Ebb (1928-2004) formando el equipo conocido como Kander & Ebb. Una de sus canciones más famosas fue New York, New York, compuesta para el primero de los citados cabarets, que en la versión cinematográfica interpretaba Liza Minnelli, y que se haría mundialmente famosa en 1980 cuando la interpretó Frank Sinatra
Él es el tío abuelo del exsecretario de Misuri Jason Kander.

## Premios y distinciones
Premios Óscar
| Año  | Categoría              | Canción                 | Película | Resultado |
| ---- | ---------------------- | ----------------------- | -------- | --------- |
| 1976 | Mejor canción original | «How Lucky Can You Get» | Shampoo  | Nominado  |
| 2003 | Mejor canción original | «I Move On»             | Chicago  | Nominado  |